# Мария Шампанская
Мария Шампанская (ок. 1174 — 29 августа 1204) — первая императрица Латинской империи как супруга Балдуина I Фландрского. Была регентом Фландрии во время отсутствия своего мужа в 1202—1204 годах.

## Жизнь
Мария Шампанская была дочерью графа Шампани Генриха I и принцессы Марии, дочери короля Франции Людовика VII.
13 мая 1179 года она была официально обручена с Балдуином Фландрским, которому уже была обещана в жёны в 1171 году.

### Графиня Фландрии
6 января 1186 года Мария и Балдуин поженились в Валансьене.
Молодая графиня выпускала от своего имени хартии и, похоже, любила города Фландрии. В 1200 году она и её муж освободили аббатства Нинове и Богерис от всех податей на их территории. В том же году она и её муж присоединились к крестовому походу в Брюгге. 14 апреля 1202 года её муж покинул Фландрию, чтобы принять участие в Четвёртом крестовом походе. Во время отсутствия мужа Мария была регентом Фландрии.
Мария покинула Фландрию, чтобы присоединиться к своему мужу в Утремере. Согласно Жоффруа де Виллардуэну и другим авторам, она не могла присоединиться к нему в крестовом походе раньше, поскольку была беременна во время его отъезда. Когда она родила ребёнка, дочь Маргариту, и достаточного оправилась от родов, она решила присоединиться к нему.
Она отплыла из порта Марселя и высадилась в Акко. Там её встретил Боэмунд IV Антиохийский.

### Императрица Латинской империи

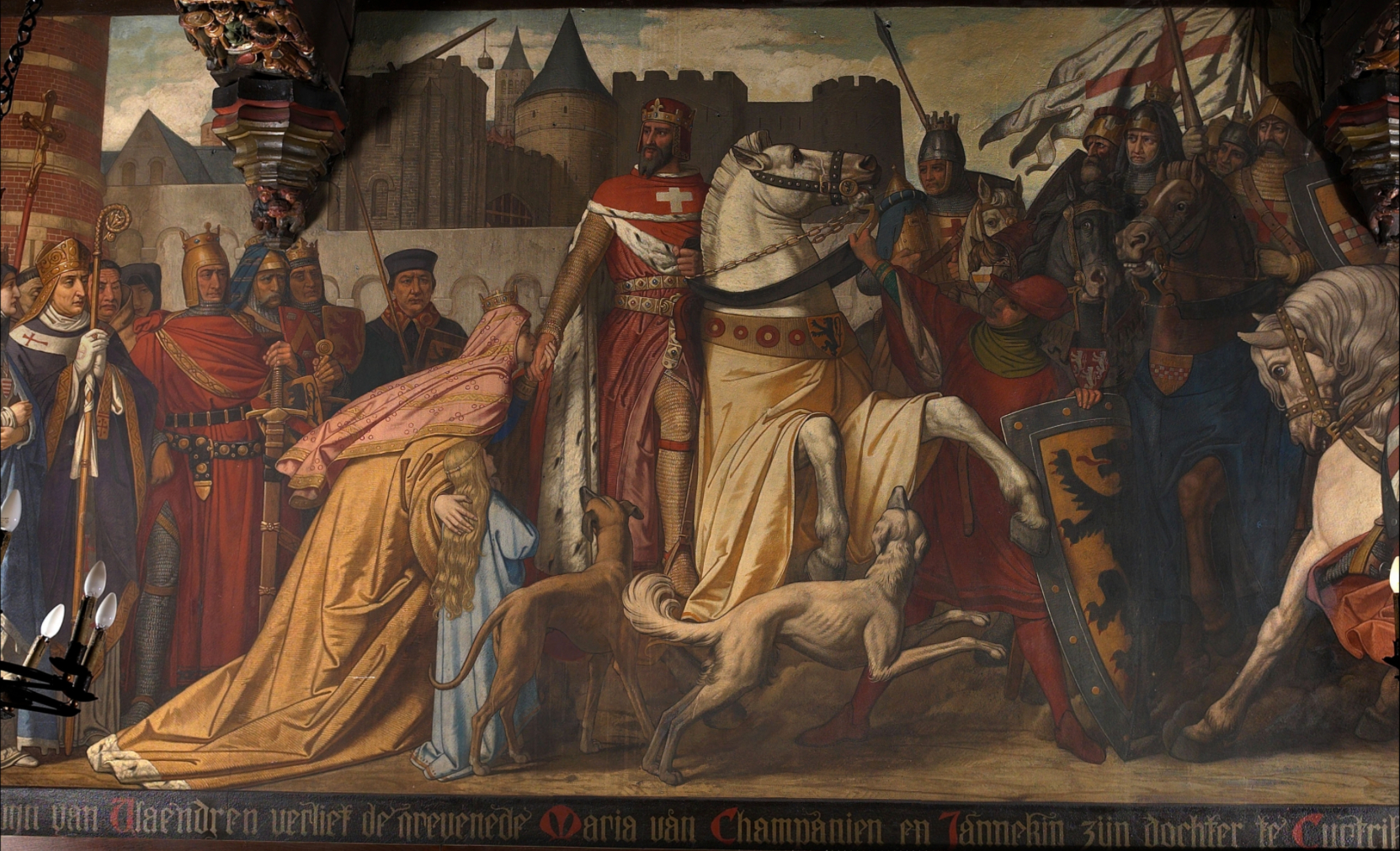
Балдуин I Фландрский прощается с женой Марией Шампанской и дочерью Жанной, отправляясь в крестовый поход.

Во время крестового похода её муж отправился в Константинополь, столицу Византии, где крестоносцы захватили и разграбили город. Тогда они решили создать Латинскую империю вместо падшей греческой. 9 мая 1204 года Балдуин был избран первым императором, что сделала Марию императрицей. Только когда она прибыла в Акко, до неё дошли новости о падении Константинополя и объявлении Балдуина новым императором. Она хотела отплыть в Константинополь, но заболела и умерла на Святой Земле.
Весть о её смерти достигла Константинополя с подкреплением из Сирии. Балдуин сильно переживал смерть своей жены. Виллардуэн пишет, что Мария «была милостивой и добродетельной женщиной, которую все почитали».

## Дети
Известно о двух дочерях Марии:
- Жанна, графиня Фландрии (1199/1200 — 5 декабря 1244)
- Маргарита II, графиня Фландрии (2 июня 1202 — 10 февраля 1280)